# Kate Lyn Sheil
Pour les articles homonymes, voir Kate, Lyn et Sheil.
Kate Lyn Sheil est une actrice américaine née le 13 juin 1985 à Jersey City.

## Filmographie

### Comme actrice
- 2007 : Aliens (court métrage) : Lisa
- 2009 : Knife Point (court métrage) : Anna
- 2009 : Impolex : Katie
- 2010 : Gabi on the Roof in July (en) : Dory
- 2011 : Happy Life : Leslie
- 2011 : Silver Bullets : Claire
- 2011 : Green : Genevieve
- 2011 : The Color Wheel : Julia
- 2011 : Autoerotic
- 2011 : You're Next : Talia
- 2011 : The Zone
- 2011 : Cat Scratch Fever : Mary Ellen
- 2011 : Catching Up at Rock Bottom (court métrage) : Sara
- 2012 : The Comedy : la serveuse
- 2012 : V/H/S : la fille (segment "Second Honeymoon")
- 2012 : Stray Bullets (court métrage)
- 2012 : Sun Don't Shine : Crystal
- 2012 : Somebody Up There Likes Me : l'ex-épouse
- 2012 : The Unspeakable Act : Madeleine
- 2012 : First Winter : Kate
- 2012 : Open Five 2
- 2012 : Majik Markers (court métrage)
- 2013 : American Experience (série télévisée documentaire) : Harriet Beecher Stowe (3 épisodes)
- 2013 : Pollywogs : Sarah
- 2013 : Hellaware : Lexie
- 2013 : The Apocalypse (court métrage) : Kate
- 2013 : The Sacrament : Sarah White
- 2013 : The Traditions (série télévisée) : Michaela
- 2014 : Listen Up Philip : Nancy
- 2014 : Empire Builder : Jenny
- 2014 : The Heart Machine (en) : Virginia
- 2014 : Super Sleuths (court métrage) : Sally Blue Frankenfrass
- 2014 : Young Bodies Heal Quickly : la sœur
- 2014 : Intimate Semaphores : Nora
- 2014 : Helberger in Paradise (court métrage) : Nora
- 2014 : Thanksgiving : Kate
- 2014 : The Hardest Word (court métrage) : Hannah
- 2015 : Queen of Earth : Michelle
- 2015 : Kiss Kiss Fingerbang (court métrage) : Alison
- 2015 : A Wonderful Cloud : Katelyn
- 2015 : Men Go to Battle : Josephine Small
- 2015 : Tears of God : Ida
- 2015 : Equals : Kate
- 2015 : Octopus (court métrage) : Olivia
- 2016 : 10 Crosby (court métrage) : Kate
- 2016 : The Girlfriend Experience (série télévisée) : Avery Suhr (3 épisodes)
- 2016 : Children : Heidi
- 2016 : Buster's Mal Heart : Marty
- 2016 : Be Here Nowish (série télévisée) : Angry Ex
- 2016 : Talk About Your Dreams (court métrage)
- 2016 : Intervene (court métrage) : Justine
- 2017 : Golden Exits : la patiente
- 2017 : Brigsby Bear : Arielle Smiles
- 2014-2017 : House of Cards (série télévisée) : Lisa Williams (12 épisodes)
- 2016-2017 : Outcast (série télévisée) : Allison Barnes (11 épisodes)
- 2017 : Thank You for Your Service : Bell
- 2017 : Radio Mary : Mary
- 2017 : Easy (série télévisée) : la colocataire d'Annie
- 2018 : Mountain Rest : Frankie
- 2018 : Jobe'z World : Trish
- 2019 : The Sound of Silence : Nancy
- 2019 : Lost Holiday : Margaret
- 2018-2019 : High Maintenance (série télévisée) : Jules
- 2023 : Swarm (série télévisée, 1 épisode)
- 2023 : The Seeding

### Comme scénariste
- 2013 : Pollywogs
- 2015 : Men Go to Battle
- 2016 : Children

### Comme productrice
- 2015 : A Wonderful Cloud
- 2015 : Men Go to Battle

## Récompense
- Festival du film fantastique de Catalogne 2023 : Prix de la meilleure actrice pour The Seeding[1],[2]